# Music for a While (album)
Music For A While (Baroque Melodies) je album švédské mezzosopranistky Anne Sofie von Otter z roku 2005. Na albu jsou nahrány árie a písně italských a anglických barokních skladatelů. Album vyšlo ve vydavatelství Archive Production, které patří pod nakladatelství Deutsche Grammophon.

## Název alba
Název alba je zvolen podle názvu stejnojmenné písně Henryho Purcella, která je rovněž na albu nahrána.

## Seznam skladeb
| Pořadí | Název                           | Autor                        | Délka |
| ------ | ------------------------------- | ---------------------------- | ----- |
| 1.     | Amanti, Io Vi So Dire           | Benedetto Ferrari            | 4:52  |
| 2.     | Se L'aura Spira                 | Girolamo Frescobaldi         | 2:32  |
| 3.     | Dovrò Dunque Morire?            | Giulio Caccani               | 2:31  |
| 4.     | Ecco Di Dolci Raggi             | Claudio Monteverdi           | 2:17  |
| 5.     | Quel Sguardo Sdegnosetto        | Claudio Monteverdi           | 1.58  |
| 6.     | La Capona                       | Giovanni Girolamo Kapsperger | 1:27  |
| 7.     | Adagiati, Poppea                | Claudio Monteverdi           | 3:34  |
| 8.     | Udite, Amanti                   | Barbara Strozzi              | 4:15  |
| 9.     | Ciaccona                        | Bernardo Storace             | 6:13  |
| 10.    | Saraband With Division          | Henry Purcell                | 1:15  |
| 11.    | Sweeter Than Roses              | Henry Purcell                | 3:15  |
| 12.    | Dear, Pretty Youth              | Henry Purcell                | 2:01  |
| 13.    | Music For A While               | Henry Purcell                | 2:51  |
| 14.    | There's Not A Swain             | Henry Purcell                | 1:30  |
| 15.    | An Evening Hymn                 | Henry Purcell                | 3:41  |
| 16.    | Arpeggiata                      | Giovanni Girolamo Kapsperger | 2:18  |
| 17.    | In Darkness Let Me Dwell        | John Dowland                 | 4:26  |
| 18.    | Can She Excuse My Wrongs?       | John Dowland                 | 2:39  |
| 19.    | Weep You No More, Sad Fountains | John Dowland                 | 5:24  |
| 20.    | What If I Never Speed?          | John Dowland                 | 2:17  |
| 21.    | Fantasia                        | Robert Johnson               | 3:41  |

## Hudebníci
- Anne Sofie von Otter – zpěv (mezzosoprán)
- Jory Vinikour – cembalo, pozitiv
- Jakob Lindberg – theorba, loutna, barokní kytara
- Andreas Ericson – theorba